# .pn
.pn is het achtervoegsel van domeinnamen uit de Pitcairneilanden.
In 2000 werd na een conflict het beheer van het domein overgenomen door de overheid van de Pitcairneilanden, nadat eerder eilandbewoner Tom Christian door ICANN als beheerder was geregistreerd.
Domeinen worden rechtstreeks op het tweede niveau geregistreerd.
Ook kunnen voor een beperkt aantal vastgestelde domeinen op het derde niveau registraties plaatsvinden (bijvoorbeeld gov.pn). Daarnaast wordt conform de .name extensie de mogelijkheid geboden om voornaam.achternaam.pn te registreren.